# Campaña de los banquetes
La campaña de los banquetes designa una serie de aproximadamente 70 reuniones organizadas en toda la Francia entre 1847 y 1848 por los reformistas para pedir una ampliación del cuerpo electoral y oponerse a las decisiones tomadas por el ejecutivo conservador de François Guizot. Tomando la forma de banquetes para eludir la prohibición de reuniones políticas, esta campaña se extiende a todo el país y defiende ideas diferentes según los lugares y las fechas. Así, aunque los que llevaban a cabo los banquetes al principio eran representantes de la «oposición dinástica», como Odilon Barrot, que deseaban una evolución de la Monarquía de Julio, pero no su final, poco a poco fueron permitiendo la expresión de las ideas republicanas, que acabaron por ser las más expresadas.
Ante la amplitud que tomó el movimiento, el ejecutivo hacce demostraciones de firmeza, negándose a abrir el debate, y hace prohibir una de estas reuniones, que tenía que celebrrse en París el 22 de febrero de 1848. Si bien en ese momento los más moderados se distancian de estas iniciativas, es demasiado tarde para dar marcha atrás, y a partir de las protestas sobreviene el mencionado día en el que se pone en marcha la revolución de febrero de 1848, que trae consigo la caída de la Monarquía de Julio y la partida del rey Louis-Philippe.
Este modelo de campaña, en lo sucesivo, inspiró otros movimientos políticos, siendo el más destacado la campaña de los banquetes rusa de 1904, organizada contra el zar Nicolas II, un anuncio de la revolución del año siguiente.

## Historia

### De la crisis económica a la oposición política

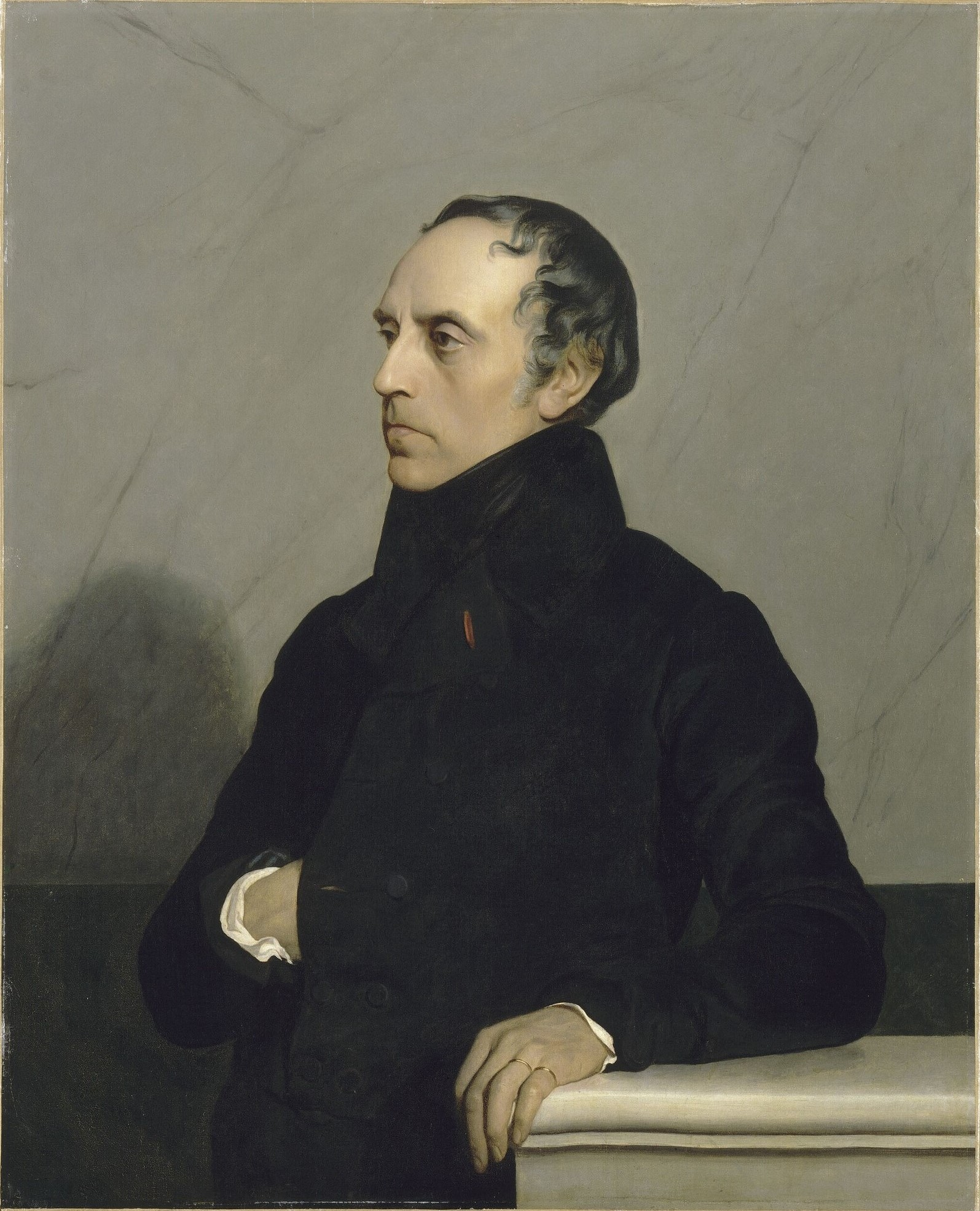
François Guizot, en 1848, llevaba más de ocho años al frente del gobierno, un récord bajo la Monarquía de Julio.

Los años de mediados de la década de 1840 están marcados en Francia por una fuerte crisis económica. La crisis es, en un principio, alimentaria: las malas cosechas de 1845 y 1846, así como la deficiencia de los medios de transporte para enviar auxilio, dan lugar a una subida de los precios alimenticios, con el consiguiente acompañamiento de miseria y revueltas (como las de Buzançais en 1847, que se saldan con tres condenas a muerte). En 1847, los precios se duplicaron en relación con su nivel de hacía dos años La crisis refleja la evolución de Francia, porque se trata de la última crisis de subsistencias de esta amplitud en Francia, y es también una de las primeras crisis capitalistas de sobreproducción que afectaron al país. La buena cosecha de 1847 hace, efectivamente, bajar los precios, lo que molesta los productores, a quienes les cuesta vender sus mercancías. El abandono de los campos se acentúa. Además, el mundo rural (75 % de la población) reduce su consumo de productos artesanales e industriales. Una crisis económica sacude este último sector, que se había desarrollado mucho desde 1840.
El mundo rural no es el único afectado: la crisis económica acentuada por la competencia y la especulación, pero también la crisis financiera, llevan empresas a la quiebra, principalmente en los terrenos de la metalurgia y de la construcción ferroviaria, llevando al paro a casi 700 000 obreros a finales de 1847. En las ciudades, los panaderos sufren robos, y se producen situaciones tensas en los alrededores de los mercados. Los notables multiplican las iniciativas caritativas para calmar estas agitaciones. La natalidad baja, la mortalidad sube, mientras va apareciendo un sentimiento de miedo social que refuerza la desconfianza hacia el régimen.
El régimen de Luis Felipe es, en efecto, cada vez más controvertido y víctima de escándalos. Varios casos que implicaban a notables locales van perjudicando a la pequeña burguesía, que pierde credibilidad y legitimidad. Varios pares de Francia y exministros se ven implicados igualmente en casos de corrupción y asesinato, como el caso Teste-Cubières y el suicidio del duque de Choiseul-Praslin tras asesinar a su esposa.
El debate respecto a la reforma electoral es, por lo tanto, una de las grandes cuestiones que ocupan a las élites del país. Un primer intento había fracasado en 1840, neutralizando por un tiempo el movimiento a favor. La cuestión regresa al primer plano poco a poco. El sufragio es, efectivamente, censitario, lo que daba un lugar preponderante a la burguesía partidaria del Jefe de Gobierno desde 1840, François Guizot, del partido conservador. De este modo, las elecciones legislativas de 1846 le dan la mayoría absoluta a Guizot, por medio de un cuerpo de 240 000 votantes. Los reformistas efectúan dos peticiones: desean, por una parte, una reducción del censo (que entonces se elevaba a 200 francos para ser elector y 500 para ser elegido), así como una ampliación de las capacidades (categorías sociales que poseían automáticamente acceso al sufragio) y, por otra parte, que se prohibiera la acumulación de las funciones de funcionario y de cargo electo. La proposición de la reducción del censo a 100 francos, efectuada en 1847 por Prosper Duvergier de Hauranne, es rechazada por los guizotistas.

### De la puesta en marcha de los banquetes a la revolución de 1849

Odilon Barrot, líder de la oposición dinástica, es el uno de los dieron origen a la campaña de los banquetes.

Dos ingleses, Cobden y Bowring, sugieren a los republicanos y a los reformistas que aprovechen la situación de miseria en el reino para tomar el poder. Su idea es organizar grandes banquetes para reunir a la oposición reformista. Pagnerre se adhiere por completo a esta idea, e intenta incorporar a la oposición dinástica a esta idea. La oposición dinástica, compuesta por los que, aunque se adhieren al principio de la Monarquía de Juilio, esperan una evolución de sus instituciones, ya no cree en la mayoría de Guizot. Sus dirigentes, principalmente Odilon Barrot y Porsper Duvergier de Hauranne, se dejan llevar hacia esta campaña. Este concepto tiene como objetivo implicar al «país real» en el debate a favor de la reforma. El concepto tiene la ventaja de eludir la prohibición de las reuniones políticas, mientras sitúa en pie de igualdad a todos los participantes, sean o no electores.
Pagnerre, entusiasmado, convocó a los directores de los principales periódicos liberales. Todos respondieron con su presencia, excepto el del de La Réforme, y aprobaron la organización de los banquetes por medio del comité central republicano de Pagnerre. Es, pues, con el apoyo de la prensa y de 22 000 suscriptores que se emprende la campaña. El primer banquete se organiza el 10 de julio de 1847. Tiene lugar en Château Rouge, en París, y reúne a 1200 comensales. El modelo funciona, y los siguen otros 70 banquetes, que reúnen a 17 000 comensales. La particuliridad de estos banquetes es que se extienden hacia las provincias, a ciudades como Arrás, Ruan, Lille o Dijon, pero también a localidades más pequeñas generalmente tranquilas, como Compiègne, Saint-Germain-en-Laye, Châteaudun... Por el contrario, ciudades más importantes, como Marsella, Burdeos o Nantes, no toman parte en ello. Otra particuladidad de estos banquetes es que, poco a poco, las opiniones expresadas se alejan de las de la oposición dinástica en beneficio de opiniones republicanas, incluso socialistas. Los republicanos hacen creer que están divididos, jugando con la desinformación y los rumores de contenciosos entre los partidarios del Nacional y los de La Réforme, considerados como las alas derecha e izquierda del republicanismo. En realidad, se ha llegado a un acuerdo secreto entre Marrast, representante del ala izquierda, y Pagnerre, representante del ala derecha. Este acuerdo prevé la integración del ala izquierda en la campaña de los banquetes cuando «haya alcanzado cierto ritmo».
La amplitud de estos banquetes no debe, no obstante, sobreestimarse: los testimonios de la época muestran una relativa estabilidad, y Louis-Philippe ve en esta débil repercusión una prueba de seguridad: el 28 de diciembre de 1847, declara que la monarquía constitucional tiene medios para superar estos obstáculos. Guizot, por otra parte, considerando que no hace falta ceder ante la amenaza, se niega a toda concesión. Una enmienda propuesta por el diputado conservador Charles Sallandrouze de Lamornaix, en la que pedía reformas «sensatas, moderadas, parlamentarias», es rechazada en la Cámara el 17 de febrero de 1848.
Sin embargo, el papel de la campaña de los banquetes se vuelve fundamental para la caída del régimen cuando Guizot prohíbe la adhesión a un banquete parisino antes de clausurar la campaña en el XII Distrito de París. Este banquete era simbólico para los republicanos, porque estaba previsto para el 22 de febrero, fecha de cumpleaños de George Washington, para ellos, representante de la democracia. La oposición dinástica decide, en un primer momento, desplazar el banquete a los Campos Elíseos, antes de cancelarlo. Esta retractación de los moderados no basta para calmar el empeño republicano e insurreccional ya despierto, y Barrot constata, con despecho, el 21 de febrero, que «el carro está en marcha, y el pueblo estará en la calle mañana sin importar lo que hagamos nosotros». Los primeros excesos durante las manifestaciones que empezaron al día siguiente dan a luz a la revolución que hace caer el régimen dos días después.

## Desarrollo de los banquetes

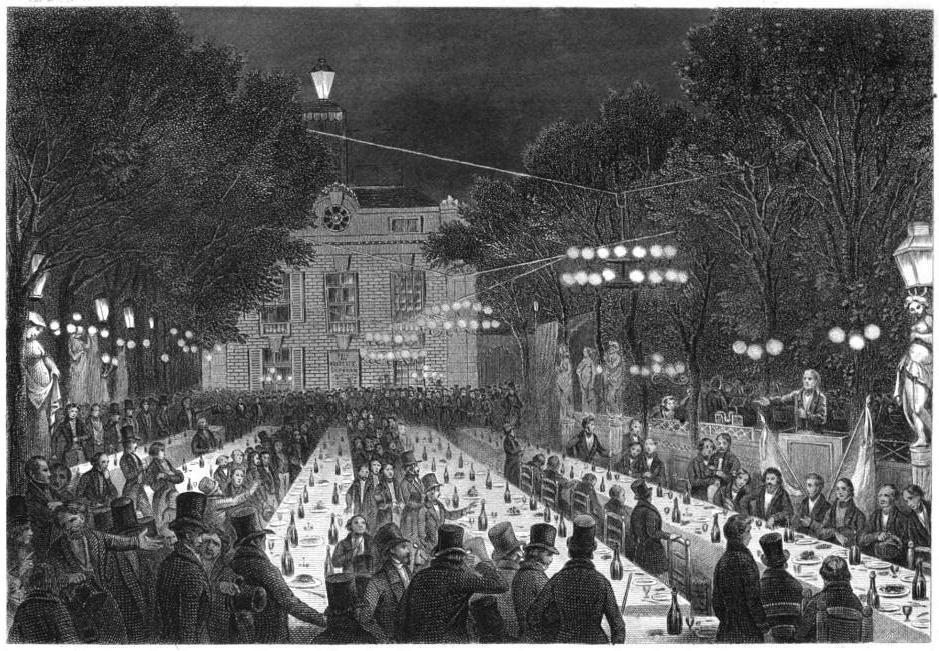
El banquete de Château-Rouge (9 de julio de 1847) abre la campaña de los banquetes.

La originalidad de los banquetes reside en el hecho que estos no se concentran en París, que es la capital centralizada por excelencia. En efecto, los banquetes se celebran un poco por toda Francia. El primero tiene lugar en París, el 9 de julio, con 86 diputados y 1200 invitados que escuchan el discurso de Odilon Barrot. En los meses siguientes, en torno a setenta banquetes
En los meses que siguen, aproximadamente setenta banquetes tienen lugar en toda la Francia. Se calcula que un total de 17 000 personas participaron en los banquetes. El del 27 de septiembre en Orleans, el del 7 de noviembre, en Lille, el del 21 de noviembre en Dijon, el del 5 de diciembre en Amiens, el del 25 en Ruan, en 1847, son un montón de banquetes que reúnen a la oposición a Guizot y a su gobierno.
El desarrollo de los banquetes es más o menos el mismo para todos. Para empezar, se lleva a cabo un desfile, a menudo acompañado de una orquesta, por las calles de la ciudad; luego, los comensales participan de una comida, de pago, con el fin de eliminar a las clases demasiado populares. Un banquete puede durar todo el día. Las mujeres, generalmente, están ausentes, y son marginadas. Estos banquetes, bajo su barniz festivo, tienen un auténtico objetivo político. Los brindis que tienen lugar por cientos tienen todos implicaciones políticas. Así, se realizan brindis en honor de la de la reforma electoral, pero también por el final de la corrupción; bajo la dirección de miembros de la oposición dinástica, como Odilon Barrot, la atmósfera permanece a favor de la Monarquía de Julio, con brindis en el honor del rey Luis Felipe. Los banquetes son organizados, por norma general, por personalidades locales influentes.
No obstante, si los banquetes eran, en un principio, un punto de encuentro, en torno a la reforma electoral, entre los opositores dinásticos a favor de la monarquía y los republicanos radicales, se van creando divisiones. Aparecen en primer plano personalidades republicanas, como Alexandre Ledru-Rollin, que realiza, en Lille, un brindis por el sufragio universal (masculino), cuando la oposición dinástica milita solamente por una ampliación de sufracio censitario. En su transcurso, en banquetes como los de Autun y Dijon aparecen temáticas sociales, y son a veces ocasión para la expresión de ideas socialistas. En Valenciennes, se realiza un brindis «por la abolición de la miseria por el trabajo»; en otros lugares, se bebe «por la mejora de la suerte de las clases trabajadoras». Otros oradores, como Alphonse de Lamartine o Louis Blanc, también se hacen notar. Mientras que Marie realiza un brindis por «la Libertad, la Igualdad y la Fraternidad» en Orleans, los brindis por el régimen en sí mismo desaparecen progresivamente, mientras que se aclaman las libertades fundamentales, sobre todo el 9 de enero de 1848 en Toulouse.
Progresivamente, la oposición dinástica ve cómo se le va escapando el control de estos banquetes, mientras se convierten en el medio de expresión de ideas revolucionarias. Cuando de las personalidades como Odilon Barrot intentan de calmar las cosas as principio del mes de febrero de 1848, el régimen ya se ha puesto en peligro, y la revolución es inminente.

## Posteridad
La campaña de los banquetes era un medio para eludir las leyes conservadores, lo que implica que otros movimientos, atraídos por la iniciativa, la imitaron. De este modo, la campaña de los banquetes francesa de 1848 sirvió de modelo para la oposición al zar Nicolás II, en 1904. Para reforzar las reivindicaciones emitidos por los zemstvos, la Unión por la Libertad invita en noviembre de 1904 a organizar banquetes inspirados en los de 1847-1848, e invitan a acudir a las élites reformistas. Como al final de la Monarquía de Julio, los banquetes se multiplican en las provincias, y el más importante, que se celebra el 14 de diciembre, reúnió a 780 comensales para conmemorar la revuelta decembrista. Esta campaña es una de las causas de la revolución rusa de 1905.
Los banquetes eran también, como hemos visto anteriormente, medios para reunir a varias familias políticas contra el gobierno actual de un país. Esto se revela como cierto, especialmente en Francia. Así, cuando la república corría un grave peligro a causa del Caso Dreyfus y todos los casos asociados (golpe de Estado de Déroulède,etc.), los republicanos, guiados por Pierre Waldeck-Rousseau, se reunieron en un inmenso banquete en París. De más de 40 000 electos, 30 000 respondieron acudienco a la llamada del entonces Presidente del Consejo.

## Anexos

### Artículos relacionados
- Monarquía de Julio
- Revolución francesa de 1848
- François Guizot
- Revolución rusa de 1905
- Pierre Waldeck-Rousseau